# Dzięczynka
Dzięczynka – mała kolonia w Polsce położona w województwie wielkopolskim, w powiecie gostyńskim, w gminie Poniec. Osada jest częścią składową sołectwa Dzięczyna.
W latach 1975–1998 miejscowość należała administracyjnie do województwa leszczyńskiego.